# Idroscalo

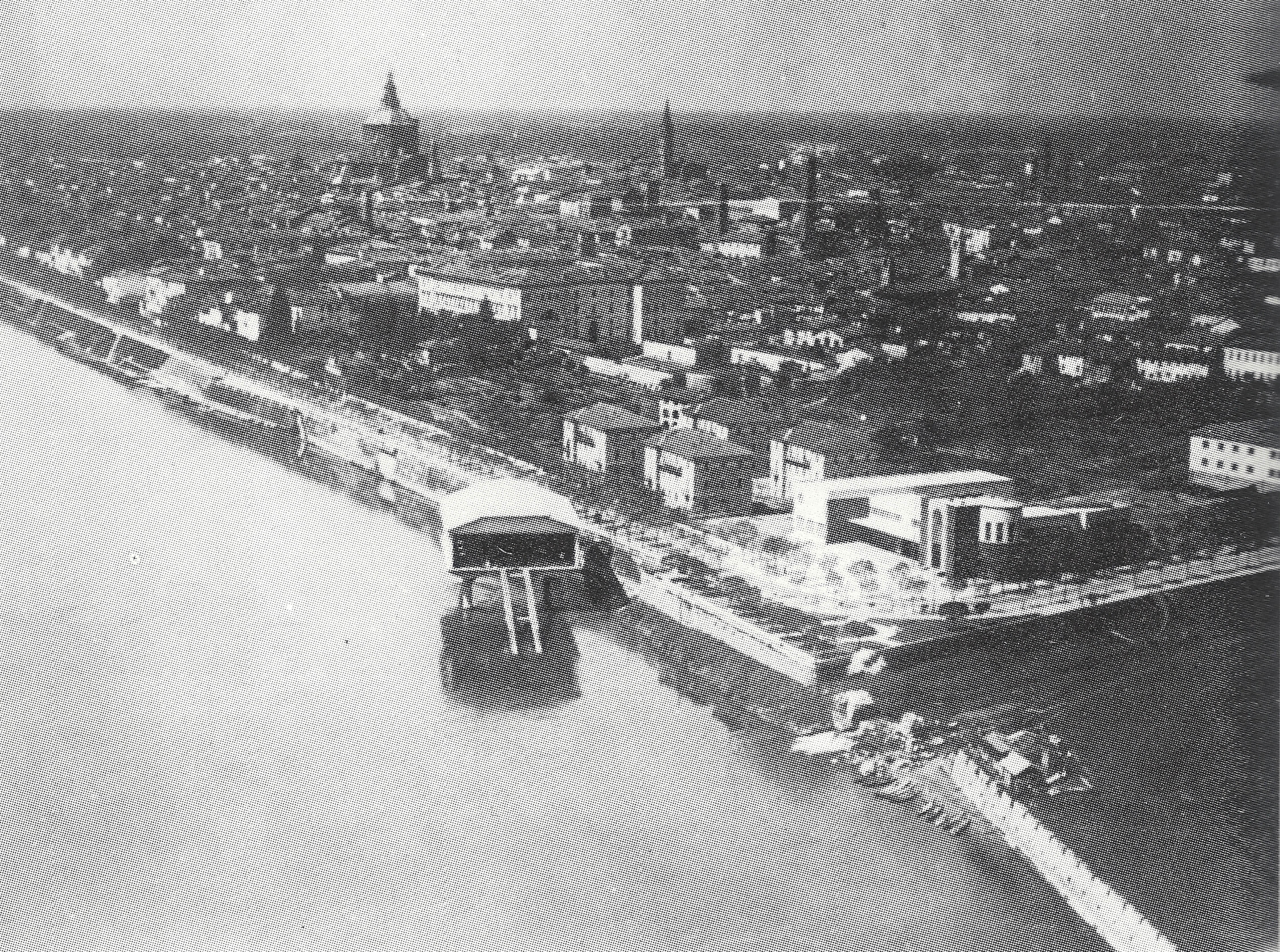
Immagine storica dell'idroscalo di Pavia.

Un idroscalo è una struttura appositamente realizzata per gestire il traffico aereo passeggeri e merci utilizzato tramite idrovolanti.
Tale tipologia, che abbinava le caratteristiche di un porto marittimo o fluviale a quelle dell'aeroporto, perse progressivamente importanza con lo sviluppo degli aeromobili in grado di operare da basi a terra e della conseguente dismissione dei grandi idrovolanti.
Analogamente, nei primi decenni del XX secolo, quando gli idrovolanti erano ancora strategicamente utili come velivoli militari, le basi navali in uso alle varie marine militari disponevano di simili strutture.

## Idroscali in Italia
| Nome                                                    | Località                          | Regione               | IATA | ICAO | In uso |
| ------------------------------------------------------- | --------------------------------- | --------------------- | ---- | ---- | ------ |
| Idroscalo di Porto Corsini                              | Porto Corsini, Ravenna            | Emilia-Romagna        |      |      | No     |
| Idroscalo di Trieste "Oscar Cosulich"                   | Trieste                           | Friuli-Venezia Giulia |      |      | No     |
| Idroscalo di Grado "Gorgo"                              | Grado                             | Friuli-Venezia Giulia |      |      | No     |
| Idroscalo di Bracciano                                  | Vigna di Valle, Bracciano         | Lazio                 |      | LIRB | No     |
| Idroscalo di Roma "Carlo Del Prete"                     | Lido di Ostia, Roma               | Lazio                 |      |      | No     |
| Idroscalo di Genova                                     | Genova                            | Liguria               |      |      | No     |
| Idroscalo di Sanremo                                    | Sanremo                           | Liguria               |      |      | No     |
| Idroscalo di Desenzano del Garda                        | Desenzano del Garda               | Lombardia             |      |      | No     |
| Idroscalo di Montecolino                                | Montecolino d’Iseo, Brescia       | Lombardia             |      |      | No     |
| Idroscalo internazionale di Como "Giuseppe Ghislanzoni" | Como                              | Lombardia             |      | LILY | Sì     |
| Idroscalo di Milano                                     | Milano                            | Lombardia             |      |      | No     |
| Idroscalo di Pavia                                      | Pavia                             | Lombardia             |      |      | No     |
| Idroscalo di Varese                                     | Sesto Calende, Varese             | Lombardia             |      |      | No     |
| Idroscalo di Ancona "Sanzio Andreoli"                   | Ancona                            | Marche                |      |      | No     |
| Idroscalo di Torino                                     | Torino                            | Piemonte              |      |      | No     |
| Idroscalo di Brindisi "Orazio Pierozzi"                 | Brindisi                          | Puglia                |      |      | No     |
| Idroscalo di Taranto "Luigi Bologna"                    | Taranto                           | Puglia                |      |      | No     |
| Idroscalo di Alghero                                    | Porto Conte, Alghero              | Sardegna              |      |      | No     |
| Idroscalo di Cagliari                                   | Elmas, Cagliari                   | Sardegna              |      |      | No     |
| Idroscalo di Olbia "Fausto Noce"                        | Olbia                             | Sardegna              |      |      | No     |
| Idroscalo di Augusta "Luigi Spagnolo"                   | Augusta                           | Sicilia               |      |      | No     |
| Idroscalo di Enna                                       | Enna                              | Sicilia               |      | LICE | No     |
| Idroscalo di Marsala Stagnone                           | Marsala                           | Sicilia               |      | LIFM | No     |
| Idroscalo di Siracusa "Arnaldo De Filippis"             | Siracusa                          | Sicilia               |      | LICK | No     |
| Idroscalo di Orbetello "Agostino Brunetta"              | Orbetello, Grosseto               | Toscana               |      |      | No     |
| Idroscalo di Pisa                                       | Marina di Pisa, Pisa              | Toscana               |      |      | No     |
| Idroscalo di Perugia                                    | Passignano sul Trasimeno, Perugia | Umbria                |      |      | No     |
| Idroscalo di Sant'Andrea                                | Vignole, Venezia                  | Veneto                |      |      | No     |
| Idroscalo "Ivo Monti"                                   | Cagnano Varano, Foggia            | Puglia                |      |      | No     |